# یورام فان کلاورن
یورام فان کلاورِن (انگلیسی: Joram van Klaveren؛ زادهٔ ۲۳ ژانویهٔ ۱۹۷۹) سیاستمدار هلندی است. کلاورن عضو حزب برای آزادی و از ۱۷ ژوئن ۲۰۱۰ تا ۲۱ مارس ۲۰۱۴ نمایندهٔ مجلس نمایندگان هلند بود. بنا داشت که کتابی ضد اسلام بنویسد پس شروع به تحقیق کرد و با تحقیقاتش درباره خدا در نهایت خود او در اکتبر ۲۰۱۸ مسلمان شد.

## اسلام
او درباره مسلمان شدن خود در سخنانی می گوید که تحت تاثیر جو ضد اسلامی هلند پس از کناره گیری از سیاست تصمیم به نوشتن کتابی بر ضد اسلام داشتم و در تحقیقاتم به بسیاری از نویسندگان و متفکران نامه نوشتم و پاسخ هایی دریافت کردم از جمله این یکی از این  دانشمندان پروفسور عبدالحکیم مراد اسلام‌ شناس انگلیسی که قبلا به نام تیموتی وینتر شناخته می‌شد، بود. من فکر می‌کردم که او هرگز جواب مرا نمی‌دهد، زیرا من جز یک گروه ضد مسلمان بودم، اما او پاسخ مناسبی به من داد. او حتی کتاب‌‌هایی را برای خواندن برای من فرستاد و اسامی دیگر علما را به من داد تا بتوانم با آنها تماس گرفته و اطلاعات بگیرم. در جریان این تحقیقات و به ویژه پس از آشنایی با مفهوم توحید و شناخت واقعی شخصیت پیامبر اسلام او مسلمان شدم.